# مردم ایژوریایی
ایژوریایی‌ها در کنار وُت‌ها اقوام محلی منطقهٔ اینگریا هستند. گروه‌های کوچکی از این مردم هنوز در منطقهٔ غرب اینگریا و بین رودهای «ناروا» و «نوا» در روسیه یافت می‌شوند.

## تاریخ
تاریخ این مردمان به تاریخ اینگریا گره خورده‌است. ایژوریایی‌ها حدوداً ۱۰۰۰ سال بعد از میلاد از «کارلیا» به غرب و جنوب غرب مهاجرت‌کردند. در ۱۴۷۸ «جمهوری نوگورود»، که ایژوریایی‌ها در آن سکنی گزیده بودند، با «دوک‌نشین بزرگ مسکو» متحد شد و برخی ایژوریایی‌ها به طرف شرق مهاجرت کردند. تأسیس شهر سنت پترزبورگ در ۱۷۰۳ میلادی تأثیر بسیاری بر این مردمان بر جای گذاشت. جنگ جهانی دوم بزرگترین ضربه را به آنان وارد ساخت، به این دلیل که تعدادی از نبردهای ویرانگر این جنگ در شوروی از جمله محاصرهٔ لنینگراد در سرزمین آن‌ها به وقوع پیوست. تعداد زیادی از ایژوریایی‌ها در طول این جنگ تلف شدند و به همین دلیل عنوان افتخاری «گردان ایژوریایی‌ها» به این مردمان گفته می‌شود. (به دلیل داوطلب شدن تعدادی از ایژوریایی‌ها برای دفاع از سنت پترزبورگ)
در ۱۸۴۸، «وی. وون کوپن» تعداد ایژوریایی‌ها را ۱۷٬۸۰۰ نفر برشمرد و در سال ۱۹۲۶ جمعیت این قوم در جمهوری شوروی فدراتیو سوسیالیستی روسیه ۲۶٬۱۳۷ نفر بود. پس از سرشماری سال ۱۹۵۹ تعداد ایژوریایی‌ها در شوروی ۱٬۱۰۰ نفر اعلام شد. در ۱۹۸۹، ۸۲۰ نفر خود را ایژوریایی خواندند که از این تعداد ۳۰۲ نفر گویشور زبان اینگرایی هم شمارش شدند. مطابق سرشماری ۲۰۰۲ در روسیه، ۳۲۷ ایژوریایی در روسیه وجود داشتند که از این تعداد ۱۱۷ نفر در استان لنینگراد و ۵۳ نفر در سنت پترزبورگ سکونت داشتند. بر طبق سرشماری سال ۲۰۰۱ تعداد ۸۱۲ ایژوریایی در اوکراین و ۳۵۸ نفر در استونی زندگی می‌کنند. (که جمعیت این مردم در اوکراین بیش از مجموع آن‌ها در روسیه و استونی است)